# 顆粒細胞

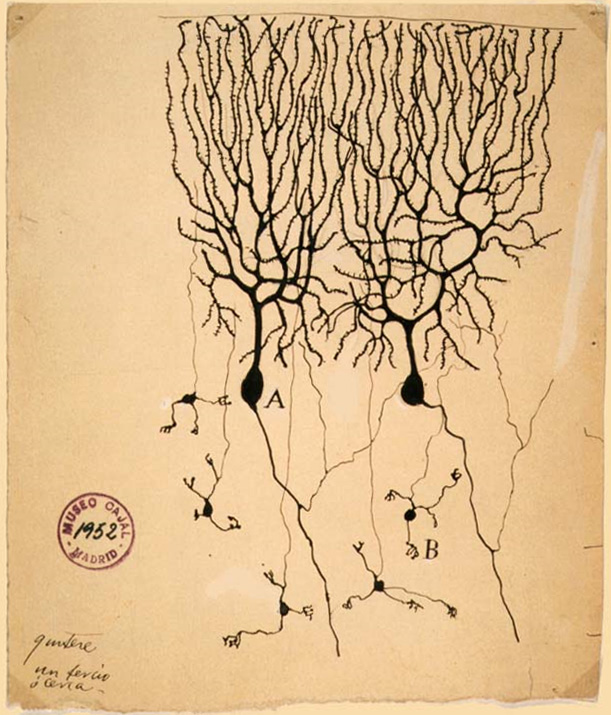
サンティアゴ・ラモン・イ・カハールによるハト小脳のプルキンエ細胞（A）と顆粒細胞（B）の図（1899年・スペイン、マドリード、サンティアゴ・ラモン・イ・カハール研究所より）

顆粒細胞（かりゅうさいぼう、英: Granule cell）は、非常に小さな細胞体を持つ神経細胞（ニューロン）の総称である。 顆粒細胞は、小脳の顆粒層、海馬の歯状回、背側蝸牛核の表層、嗅球、大脳皮質に存在する。
小脳顆粒細胞は、ヒトの脳に存在する神経細胞の大多数を占めている。 小脳顆粒細胞は、橋核を起点とし、苔状線維を通して興奮性の入力を受け取る。
小脳顆粒細胞は、プルキンエ層を通って分子層へ投射し、そこでプルキンエ細胞の樹状突起弓を通って広がる平行線維へと枝分かれしている。 これらの平行線維は、グルタミン酸を神経伝達物質として、プルキンエ細胞の中間樹状突起と遠位樹状突起上に何千もの興奮性顆粒細胞-プルキンエ細胞シナプスを形成する。
大脳皮質の第IV層の顆粒細胞は視床からの入力を受け、大脳皮質の顆粒上層II-IIIと顆粒下層にも投射している。

## 構造
顆粒細胞は、脳領域によって機能的にも解剖学的にも異なる特徴を持っており、共通点はその細胞体の小ささのみである。 例えば、嗅球の顆粒細胞はGABA作動性で軸索を持たないが、歯状回の顆粒細胞はグルタミン酸作動性の投射軸索を持つ。 また、これら2種類の顆粒細胞は、成体神経新生を起こす唯一の主要な神経細胞群であるが、小脳顆粒細胞や皮質顆粒細胞はそうではない。 顆粒細胞は（嗅球のものを除いて）、樹状突起、細胞体、軸索からなる典型的な神経細胞の構造を持っている。
樹状突起： 各顆粒細胞には3～4本のずんぐりした樹状突起があり、その末端は爪状になっている。 それぞれの樹状突起の長さは約15μmである。
細胞体：顆粒細胞はすべて、直径約10μmの小さな細胞体を持つ。
軸索：各顆粒細胞は一つの軸索を持ち、プルキンエ細胞の樹状突起へ接続する。軸索の直径は1/2マイクロメートルと非常に細い。
シナプス：100-300,000個の顆粒細胞軸索が1個のプルキンエ細胞にシナプスを形成する。
顆粒細胞間にギャップ結合が存在することで、複数のニューロンが互いに結合し、複数の細胞が同期して活動することが可能になり、顆粒細胞の発達に必要なシグナル伝達機能が起こる。

### 小脳顆粒細胞
小脳菱形唇によって作られる顆粒細胞は、小脳皮質の顆粒細胞層に存在し、小さくて数が多い。 これらの顆粒細胞は、非常に小さな細胞体と、爪状の終端を持つ短い樹状突起を特徴とする。また透過型電子顕微鏡で見ると、細胞質の薄い縁に囲まれた濃い色の核が見受けられる。 軸索は分子層まで達し、そこで分裂して平行線維を形成する。

### 歯状回顆粒細胞
歯状回の主要な細胞型は顆粒細胞である。 歯状回顆粒細胞は、幅約10μm、高さ18μmの楕円形の細胞体を持つ。
これらの顆粒細胞は、全体的に円錐形で刺々しい特徴的な形状を持つ先端樹状突起ツリーを持つ。樹状突起の枝は分子層全体に伸びており、ツリーの最も遠い先端は海馬溝か脳室表面で終わる。顆粒細胞は歯状回の顆粒細胞層に密に詰まっている。

### 背側蝸牛神経核顆粒細胞
背側蝸牛神経核の顆粒細胞は小さなニューロンで、2、3本の短い樹状突起を持ち、末端が拡張した数本の枝を出す。 樹状突起は短く、爪のような末端を持ち、小脳顆粒細胞と同じように、苔状線維を受け取る糸球体を形成する。その軸索は背側蝸牛神経核の分子層に投射され、そこで小脳顆粒細胞に似た平行線維を形成する。背側蝸牛顆粒細胞は小さな興奮性介在ニューロンで、小脳顆粒細胞と発生学的にも関連性があり、似た形態を持つ。

### 嗅球顆粒細胞
脊椎動物の嗅球の主な内在性顆粒細胞には軸索がない（副神経細胞も同様）。これらの細胞はそれぞれ、短い中心樹状突起と、顆粒細胞層に広がり僧帽細胞体層に伸びる一本の長い先端樹状突起を持つ。 これら樹状突起枝は嗅覚路の、樹状突起の外側の網状層内で終端する。哺乳類の嗅球では、顆粒細胞は大きなスパインの存在により、シナプス入力と出力の両方を処理できる。

## 機能

### 小脳の神経経路と回路

小脳の神経経路と回路。 (+)は興奮性シナプス、(-)は抑制性シナプスを表す。

小脳顆粒細胞は、橋核に由来する3、4本の苔状線維から興奮性入力を受ける。 苔状線維は顆粒細胞に興奮性の接続を行い、これにより顆粒細胞は活動電位を発火させる。
小脳顆粒細胞の軸索は分裂して平行線維となり、プルキンエ細胞と興奮性接続を行う。 顆粒細胞軸索シナプスの大部分は平行線維上に存在する。
平行線維はプルキンエ層を通って分子層に送られ、そこで枝分かれし、プルキンエ細胞の樹状突起アーバーを通って広がる。 これらの平行線維はプルキンエ細胞の樹状突起上に何千もの興奮性顆粒細胞-プルキンエ細胞シナプスを形成する。
グルタミン酸の放出により、この接続は興奮性になる。
同じ顆粒細胞からの平行線維と上行軸索シナプスは同期して発火し、その結果、興奮性信号が生じる。 小脳皮質には様々な抑制性ニューロン（介在ニューロン）が存在する。 小脳皮質に存在する唯一の興奮性ニューロンは顆粒細胞である。
平行線維とプルキンエ細胞間のシナプス可塑性は、運動学習に重要であると考えられている。小脳回路の機能は顆粒層の活動に完全に依存おり、顆粒細胞の機能が小脳全体の機能を決定すると言っても過言ではない。

### 苔状線維から小脳顆粒細胞への入力
顆粒細胞の樹状突起はまた、サンティアゴ・ラモン・イ・カハルが苔状線維 と呼んだ、特徴的な無髄軸索ともシナプス結合している。苔状線維とゴルジ細胞はともに顆粒細胞とシナプス結合している。 これらの細胞は共に糸球体を形成する。
顆粒細胞はフィードフォワード抑制を担う。顆粒細胞はプルキンエ細胞を興奮させるが、逆にプルキンエ細胞を抑制するGABA作動性介在ニューロンも興奮させる。
反対に、顆粒細胞はフィードバック抑制も受ける。ゴルジ細胞は顆粒細胞から興奮性の刺激を受け、今度は抑制性のシグナルを顆粒細胞に送り返す。
苔状線維の入力コードは、顆粒細胞間のシナプス伝達中に保存されることから、神経支配は受け取った入力に特異的であることが示唆される。顆粒細胞は苔状線維からの信号をただ中継しているのではなく、時空間領域で必要とされる様々な複雑な変換を行っている。
各顆粒細胞は2つの異なる苔状線維入力から入力を受ける。 すなわち、顆粒細胞は同じ苔状線維から複数の入力を受け取るものの、実質的には2つの異なる場所からの入力を受け取る。
顆粒細胞に信号を送る苔状線維の違いは、顆粒細胞がプルキンエ細胞に翻訳する情報の種類に直接影響する。 この翻訳された情報の信頼性は、顆粒細胞のシナプス活動の信頼性と、受ける入力の性質に依存する。顆粒細胞が苔状線維から受け取る信号は、苔状線維そのものの機能に依存する。 したがって、顆粒細胞は異なる苔状線維からの情報を統合し、新しい活動パターンを生み出すことができる。

### 登上線維から小脳顆粒細胞への入力
苔状線維入力のパターンが異なれば、顆粒細胞の活動パターンにも変化が生じ、生じた活動パターンは登上線維入力によって伝達される教師信号によって変調され得る。 デビッド・マーとジェームズ・アルバスは、小脳は適応フィルターとして働き、感覚入力の性質に基づいて運動行動を変化させることを示唆した。
1つのプルキンエ細胞に複数（～20万個）の顆粒細胞がシナプスしているため、各平行繊維の作用は、登上繊維入力からの「教師信号」に反応して変化することができる。

### 各種顆粒細胞の特異的機能
小脳顆粒細胞
デビッド・マーは、顆粒細胞は苔状線維の入力の「組み合わせ」をコード化していると示唆した。 顆粒細胞が発火するためには、複数の苔状線維から活動電位を受け取る必要がある。 複数の入力を組み合わせることで、苔状線維入力が1本である場合よりも、小脳は入力パターンをより正確に区別できるようになる。小脳顆粒細胞はまた、脳内に存在するGABAの環境レベルと連動して、睡眠をコントロールする緊張性伝導を指揮する役割を担っている。
歯状回顆粒細胞
海馬から歯状回ニューロンが失われると、空間記憶に障害が生じる。 そのため、歯状顆粒細胞は空間記憶やエピソード記憶の形成に機能していると考えられている。未熟な歯状顆粒細胞と成熟した歯状顆粒細胞は、記憶機能において異なる役割を担っている。 成体で生まれた顆粒細胞はパターンの分離に寄与し、古い顆粒細胞は迅速なパターンの完成に寄与すると考えられている。
背側蝸牛顆粒細胞
一次聴覚野の錐体細胞は蝸牛核に直接投射する。 これは音響性驚愕反射において重要であり、錐体細胞は二次性方向反射を調節し、顆粒細胞入力は適切な方向付けを決定する。これは、顆粒細胞が受け取る信号に、頭部の位置に関する情報が含まれていることに起因する。 背側蝸牛神経核の顆粒細胞は、環境中の音の知覚と反応に関わっている。
嗅球顆粒細胞
顆粒細胞は、嗅球内で最も一般的なGABA作動性細胞である。これらの顆粒細胞が発生させる抑制性信号は、嗅球の出力を形成する上で重要な役割を果たしている。GABA作動性顆粒細胞が受け取る興奮性入力には2種類あり、AMPA受容体によって活性化されるものと、NMDA受容体によって活性化されるものがある。 これにより顆粒細胞は、嗅球における感覚入力の処理を制御することができる。嗅球は鼻から脳に匂いの情報を伝えるが、嗅球の顆粒細胞は、香りと結びついた記憶の形成にも重要であることがわかっている。

### 機能における必須要素
カルシウム
カルシウム動態は、膜電位の変化、シナプス可塑性、アポトーシス、遺伝子転写の制御など、顆粒細胞の複数の機能に不可欠である。嗅球顆粒細胞スパインのシナプス前およびシナプス後の機能を制御するカルシウム信号の性質は、ほとんどわかっていない。
一酸化窒素
顆粒細胞には、一酸化窒素合成酵素のニューロンアイソフォームが高レベルで存在する。 この酵素はカルシウムの存在に依存しており、一酸化窒素（NO）の産生を担っている。 この神経伝達物質は、異なる顆粒細胞の分化を促進する顆粒細胞前駆体増殖の負の制御因子である。 一酸化窒素は顆粒細胞とグリア細胞の相互作用を制御し、顆粒細胞を損傷から守るために不可欠である。また一酸化窒素は神経可塑性と運動学習にも関与している。

## 病気

### 歯状回顆粒細胞の形態変化
TrkBは歯状回顆粒細胞の正常なシナプス結合の維持に関与している。 TrkBはまた、顆粒細胞の特異的な形態を制御しており、そのため神経細胞の発達、神経細胞の可塑性、学習、てんかんの発症を制御する上で重要であるとされる。TrkBによる顆粒細胞の制御は、記憶障害や辺縁てんかんの予防に重要である。 これは、歯状回顆粒細胞が健常時と疾患時の嗅内-海馬回路の機能において重要な役割を果たしているためである。 歯状回顆粒細胞は、正常な学習と記憶に必要な構造である海馬への情報の流れを調節する位置にある。

### 顆粒細胞新生の減少
てんかんとうつ病においては、成体で生まれた海馬顆粒細胞の産生に障害がみられる。てんかんは、疾患の初期には新しい細胞の産生が（統合に異常がある状態で）増加し、疾患の後期には産生が減少する。てんかんの発症過程における成体発生細胞の異常な統合は、過剰な興奮性活動が海馬錐体細胞に到達するのを防ぐ歯状回の能力を損ない、それによっててんかん発作を促進している可能性がある。てんかん発作の長時間持続は歯状回顆粒細胞の神経新生を刺激する。 これらの新しく生まれた歯状回顆粒細胞は、てんかん形成に関連した海馬ネットワークの可塑性をもたらす異常な結合をもたらす可能性がある。

### 樹状突起の萎縮
アルツハイマー病患者は顆粒細胞の樹状突起が短い。 さらに、アルツハイマー病でない患者と比べて、樹状突起の枝分かれが少なく、棘も少なかった。しかし、顆粒細胞の樹状突起は老人斑に必ずしも関係するわけではなく、老人斑が歯状顆粒細胞に直接的な影響を与えることもない。この歯状顆粒細胞の特異的な神経原線維変化は、アルツハイマー病、レビー小体型認知症、進行性核上性麻痺の患者にみられる。